# Tim Sherwood
Timothy „Tim“ Sherwood (* 6. Februar 1969 in St Albans) ist ein ehemaliger englischer Fußballspieler und heutiger Trainer. Der Mittelfeldspieler gewann 1995 mit den Blackburn Rovers die englische Meisterschaft und war während dieser Zeit Kapitän und Führungsfigur innerhalb des Teams. Um die Jahrtausendwende herum war der vierfache englische A-Nationalspieler noch vier Jahre für Tottenham Hotspur aktiv, bevor er in Portsmouth und Coventry bis 2005 seine aktive Laufbahn auslaufen ließ.

## Karriere als Spieler

### Im Verein

#### FC Watford & Norwich City (1987–1992)
Sherwood begann seine aktive Laufbahn beim FC Watford. Dort war er zunächst Mitte der 1980er Jugendspieler und ab seinem 18. Geburtstag Teil der Profimannschaft, die damals in der First Division agierte. Am 12. September 1987 debütierte er gegen Sheffield Wednesday und bis zum Ende der Saison 1988/89 folgten weitere 31 Ligaeinsätze, wobei 19 davon nur noch in der zweiten Liga stattfanden, da Watford zwischenzeitlich in diese abgestiegen war.
Im Juli 1989 wechselte er für 325.000 zu Norwich City und damit zurück in die höchste englische Spielklasse. Dort sah der damalige Trainer Dave Stringer in ihm einen entwicklungsfähigen Perspektivspieler und zudem war Sherwood dort kein Unbekannter, da er sich während seiner Schulzeit bereits einmal vorgestellt hatte, was aber damals nicht zu dem angestrebten Ausbildungsvertrag geführt hatte. Obwohl sich Sherwood primär im zentralen Mittelfeld wohl fühlte und in dieser Funktion Andy Townsend ersetzte, kam ihm seine flexible Einsatzfähigkeit zugute, wodurch er sowohl in der Abwehr als auch auf der rechten Seite aushalf. Während seiner Zeit in Norwich reifte er zum englischen U-21-Nationalspieler, sorgte aber auch einmal für Unruhe, als er in der Saisonvorbereitung zu einem Spiel gegen den rumänischen Klub Oțelul Galați nicht erschien und dafür vereinsintern mit einer Geldstrafe und Sperre belegt wurde. Damit war seine sportliche Perspektive in Norwich plötzlich deutlich eingeschränkter und als im Februar 1992 die Blackburn Rovers ein Transferangebot in Höhe von 500.000 Pfund unterbreiteten, einigten sich die beteiligten Parteien auf einen Wechsel.

#### Blackburn Rovers (1992–1999)
In der von Kenny Dalglish und seinem Assistenten Ray Harford trainierten Mannschaft absolvierte Sherwood in den verbleibenden Begegnungen der Zweitligasaison 1991/92 noch elf Ligaeinsätze, davon sieben von Beginn an, blieb aber in den entscheidenden Play-off-Spielen zum Premier-League-Aufstieg außen vor. Nach diesem etwas verhaltenen Start im neuen Klub zögerte Dalglish dann nicht lange und wies Sherwood eine prominente Rolle im Mittelfeldzentrum zu, nach diesem seine Fitnessprobleme überwunden hatte und sich an die schnellere Spielweise in der höchsten englischen Spielklasse gewöhnt hatte. Schon bald wurde er zum Schlüsselspieler im Mittelfeld, der darüber hinaus die Fähigkeit hatte, den „tödlichen Pass“ zu spielen – seine relativ hohe Fehlpassquote erklärte sich im Laufe seiner Karriere dadurch, dass er diesen auch trotz mitunter zahlreichen Scheiterns immer weiter probierte.
Die sportlichen Erfolge ließen nicht lange auf sich warten. Nach dem vierten Rang im ersten Jahr und der Vizemeisterschaft 1994 gewann er 1995 den Premier-League-Titel. Dabei war er in der Saison 1994/95 mit sechs Ligatreffern sogar (geteilt) drittbester Torschütze der Rovers. Dazu kamen neben den Stärken im Kurz- und Langpassspiel die Qualitäten in der Defensive und nicht selten jagte er einem Gegenspieler über weite Teile des Spielfelds nach. Am Ende stand er kurz vor der Wahl zu Englands Fußballer des Jahres, die er zwar nicht gewann, sich dafür aber im Premier-League-Allstarteam wiederfand. Zu dem Zeitpunkt mehrten sich auch die Gerüchte über seine mögliche Rückkehr nach London, die sich im weiteren Verlauf der Saison 1995/96 dann aber zerschlugen, wobei seine Stellung als Spieler und Mannschaftskapitän auch von David Battys Streitigkeiten mit Ray Haford und Battys Weggang im März 1996 profitierte.
In der Saison 1996/97 fand sich Blackburn plötzlich in unteren Tabellenhälfte wieder und Sherwood durfte sich häufiger in die vorderste Angriffsreihe mit einschalten, da ihm mit dem aufstrebenden Billy McKinlay eine entsprechende Absicherung zur Verfügung stand. Vor diesem Hintergrund waren die vier Tore sogar vergleichsweise wenig, aber dennoch hatte sich Sherwood mittlerweile zum Publikumsliebling gemausert. Mit der Fähigkeit, seine Mitspieler „mitzureißen“, war Sherwood maßgeblich dafür mitverantwortlich, dass sich die Blackburn Rovers in der Saison 1997/98 von der Schwächeperiode des vorangegangenen Jahres kurzfristig erholten und am Ende wieder den sechsten Rang belegten. Als sich dann aber in der Spielzeit 1998/99 ein weiterer Rückfall ankündigte, der später sogar in den Abstieg in die zweite Liga mündete, äußerte Sherwood offen seine Unzufriedenheit. So kam es letztlich zum Bruch und als Tottenham Hotspur im Februar 1999 Interesse an einer Verpflichtung zeigte, wechselte Sherwood für eine Ablösesumme von 3,8 Millionen Pfund an die White Hart Lane.

#### Tottenham Hotspur (1999–2003)
Im Norden Londons fügte sich Sherwood mit vierzehn Ligaauftritten in den verbleibenden Partien gut ein und brachte den Spurs im Mittelfeldzentrum die gewünschte Stabilität. Dazu kamen wichtige Tore, wie der späte 1:0-Siegtreffer im März 1999 gegen Aston Villa. Zum Ligapokalsieg von Tottenham konnte er keinen eigenen Beitrag leisten, da er durch seine vorherige Pokalteilnahme in der Saison für Blackburn hier gesperrt war („cup-tied“). Sherwood blieb auch weiter ein sehr einflussreicher Spieler für Tottenham und dass die Leistungen des Vereins im letzten Viertel der Saison 1999/2000 nachließen, war auch auf Sherwoods Verletzungspausen zurückführen. Dabei hatte er sich besonders leistungsstark zu Beginn mit vier Toren in den ersten sieben Spielen gezeigt und darüber hinaus Sol Campbell als Mannschaftskapitän vertreten. Die Hoffnungen auf einen baldigen Sprung unter die besten sechs Mannschaften erfüllten sich aber nicht und nach dem zehnten Rang im Jahr 2000 rutschte der Klub stattdessen auf den zwölften Platz ab – trotz weiterhin beständig guter Darbietungen von Sherwood.
Damit wurde im Sommer 2001 die Runde hinsichtlich neuer Wechselgerüchte neu eröffnet, die in wechselnder Form bis zum Ende der Saison 2001/02 andauerte. Zuletzt war die Rede von einem Tauschgeschäft mit den Glasgow Rangers, das zunächst beinhaltete, dass der Norweger Tore André Flo bzw. danach alternativ der Schotte Barry Ferguson nach London wechselte. Sämtliche Gedankenspiele wurden jedoch wieder verworfen, wenngleich sich seine sportlichen Perspektiven – auch aufgrund seiner Verletzungsprobleme – nun verschlechterten. Wenig hilfreich war dazu seine im Juli 2002 öffentlich geäußerte Kritik am Verein, was ihm zunächst nur eine Geldstrafe einbrachte. Zwar kehrte er zur neuen Saison 2002/03 anfänglich in die erste Mannschaft zurück, aber spätestens im November 2002 standen die Zeichen deutlich auf Abschied. Mit Harry Redknapp zeigte sich der Trainer des FC Portsmouth besonders hartnäckig und zum Ende der Wintertransferperiode heuerte Sherwood ablösefrei beim Zweitligisten und Aufstiegsaspiranten an.

#### Portsmouth & Coventry (2003–2005)
Als Spielmacher, Passgeber und „Tempomacher“ war Sherwood sofort in dem neuen Team gut integriert. „Pompey“ errang in den ersten zehn Ligaspielen mit Sherwood 23 Punkte und am Ende war der Aufstieg in die Premier League sichergestellt. Zurück in der ersten englischen Liga kam Sherwood jedoch beim FC Portsmouth nicht mehr über die Rolle des Ergänzungsspielers hinaus. Häufig kam er nur noch von der Ersatzbank zum Einsatz und dazu gesellte sich Pech, als er sich im Dezember 2003 gegen den Ex-Klub aus Tottenham ein Bein brach, wodurch faktisch seine Saison ein vorzeitiges Ende fand.
Im Juli 2004 unterzeichnete Sherwood beim Zweitligisten Coventry City einen neuen Vertrag. Dort sollte er sofort das Amt des Mannschaftskapitäns übernehmen und nach Knöchelproblemen zu Beginn der Saison 2004/05 zeigte er einige gute Partien, darunter beim 4:1-Sieg gegen Nottingham Forest. Diese Momente waren jedoch sehr selten und als die Blessur am Knöchel nicht ausheilte und ein Scan im Februar 2005 durchgeführt wurde, wurde die Notwendigkeit weiterer Behandlungen klar. Im Sommer 2005 endete Sherwoods Zeit in Coventry und damit auch seine aktive Profikarriere insgesamt.
Ende Oktober 2008 bot ihm Harry Redknapp eine Tätigkeit in seinem Trainerstab an, die Sherwood schließlich auch annahm.

### Englische Nationalmannschaft
Nachdem Sherwood zu Anfang der 1990er zu vier U-21-Länderspielen gekommen war, blieben weitere Fortschritte auf internationaler Bühne trotz seiner prominenten Rolle in Blackburns Meistermannschaft lange auf einen Auftritt 1994 in der B-Mannschaft beschränkt. Erst als Kevin Keegan neuer englischer Nationaltrainer wurde und mit Paul Ince und David Batty zwei Stammspieler bei den „Three Lions“ fehlten, kam er nach seinem Wechsel zu den „Spurs“ am 27. März 1999 im Alter von 30 Jahren zu seinem A-Länderspieldebüt. Beim 3:1-Erfolg gegen Polen sorgte er durch seine erfahrene und abgeklärte Spielweise mit dafür, dass England in der etwas schleppend verlaufenden EM-Qualifikationsrunde zu etwas mehr Konstanz fand und den offensiver orientierten Mitspielern wie Steve McManaman, David Beckham und dem Dreifachtorschützen Paul Scholes die nötigen Freiräume zur Verfügung standen. Kurze Zeit später folgten gegen Ungarn (1:1) und Schweden (0:0) die nächsten beiden Länderspiele, bevor Batty und Ince in die Mannschaft zurückkehrten und Sherwood fortan keine weitere Bewährungschance mehr erhielt.

### Titel/Auszeichnungen
- Englische Meisterschaft (1): 1995
- PFA Team of the Year: 1995

## Karriere als Trainer
Seit Ende Oktober 2008 war Sherwood unter Harry Redknapp und André Villas-Boas Co-Trainer bei Tottenham Hotspur. Als Letzterer am 16. Dezember 2013 entlassen wurde, übernahm er das Team als Interimstrainer. Sein erstes Spiel verlor Sherwood im League Cup gegen West Ham United, gewann aber sein zweites in der Liga mit 3:2 gegen den FC Southampton. Am 23. Dezember 2013 wurde er fest zum Cheftrainer ernannt. Sherwood unterschrieb einen Vertrag bis zum 30. Juni 2015, wurde jedoch bereits im Mai 2014 wieder entlassen.
Am 14. Februar 2015 wurde Sherwood beim vom Abstieg bedrohten Erstligisten Aston Villa als Nachfolger des zuvor entlassenen Paul Lambert vorgestellt. Ende Oktober 2015 wurde er aufgrund von Erfolglosigkeit entlassen.

## Karriere im TV
Sherwood arbeitet zeitweise als TV-Experte für den Fernsehsender Al Jazeera Sport.